# 松樹路人
松樹 路人（まつき ろじん、1927年1月16日 - 2017年12月19日）は、北海道出身の洋画家。本名は松樹路人（まつき みちと）。武蔵野美術大学名誉教授。

## 生涯
北海道留萌管内羽幌町に生まれた。小学校長であった父の転勤にともない、同網走管内留辺蘂町（現・北見市）・女満別町（現・大空町）で育つ。父の失職のため一家で東京に転居。
1944年に東京美術学校油画科に入学、梅原龍三郎の教室で学んだ。1950年に独立展に初入選し、同展への出品を続け、1960年に独立美術協会会員となる。1971年から武蔵野美術大学で学生を指導。
初期作品群は「赤の時代」と称される。褐色を中心に抑制された色彩と肉厚の絵具の使い方が特徴。中学校教師、高校教師などを勤めたこともあったが絵は売れず、生活は困窮を極め赤ん坊に飲ませるミルクの回数を減すことさえあった。1964年初夏に過去と決別するために作品十数点を焼却したというエピソードをもつ。しかし、赤の時代を代表する「三人」「原野」「家族」（北海道立近代美術館蔵）などと、個展などを通じて売却された数点の作品は焼却を逃れた。そして長い沈黙のあと、1969年に「白の時代」へと突入した。銀座で見かけた藤田嗣治の作品に影響を受け、光沢のある乳白色を中心とした作風にがらりと変えた。1979年には十果会を結成し、1970年昭和会展昭和会賞、1980年安田火災東郷青児美術館大賞、1987年宮本三郎記念賞、1991年芸術選奨文部大臣賞を受賞。また、1971年から武蔵野美術大学の教授、同大学名誉教授、及び札幌武蔵野美術学院名誉学院長をつとめ、次世代を担う芸術家たちの育成を行った。
2017年12月19日、肺炎のため死去。

## 経歴
- 1927年　北海道羽幌町に生まれる。
- 1941年　東京に転居。東京府立第十五中学校（現・東京都立青山高等学校）に編入
- 1944年　東京美術学校入学、梅原龍三郎に学ぶ
- 1949年　東京美術学校（現・東京芸術大学）油絵科卒
- 1950年　独立展初入選
- 1960年　独立美術協会会員
- 1971年　武蔵野美術大学助教授、稲城市にアトリエを持つ
- 1973年　第16回安井賞展佳作賞
- 1977年　武蔵野美術大学教授
- 1981年　第4回東郷青児美術大賞
- 1986年　蓼科高原にアトリエを持つ
- 1987年　第5回宮本三郎記念賞
- 1991年　芸術選奨文部大臣賞
- 1996年　武蔵野美術大学退任
- 2005年　旭日小綬章叙勲[5]

- 武蔵野美術大学名誉教授
- 独立美術協会会員
- 札幌武蔵野美術学院名誉学院長

## 主な作品
- 母子像
- タイルの静物
- M氏の日曜日
- 私の中のコロボックル
- 公園小景
- 点在する絵の風景
- キンキと八角
- 描き続ける